# Miryanna van Reeden
Miryanna van Reeden (Rotterdam, 25 augustus 1967) is een Nederlands actrice. Ze was leerling op het Groenlose Marianum College en in 1990 studeerde ze af aan de Toneelschool in Amsterdam waarna ze de eerste jaren in diverse theaterrollen speelde. Ze spreekt ook regelmatig tv- en radioreclamespotjes in. Ze gebruikte in het verleden ook de naam Miryanna Boom. In 2006 verscheen ze als jurylid in het Veronica programma Het Beste Idee van Nederland. Ook deed ze mee aan het programma het Rijexamen.
Een van Van Reedens eerste televisierollen is die van Janneke van Tellingen in de RTL-serie Diamant, de Nederlandse versie van succesvolle Amerikaanse series als Dallas en Dynasty. Haar personage pleegde in de eerste aflevering zelfmoord. Tussen 1997 en 1998 speelde Van Reeden de terugkerende rol van Harriët, receptioniste in de soapserie Goudkust. Van 25 februari 1999 tot en met 3 februari 2003 speelde ze de rol van Charlotte Noordermeer in de met een Gouden Televizier-Ring bekroonde dramaserie Westenwind. Tijdens deze periode speelde ze ook gastrollen in Baantjer, Hartslag en Verkeerd verbonden. In 2003 had Van Reeden een hoofdrol in de speelfilm Liever verliefd. Na vaste rollen in de soapserie Het Glazen Huis en Julia's Tango was zij vanaf januari 2009 te zien als fotografe Maus Dullaert in de BNN-soap Onderweg naar Morgen. Ook speelde Van Reeden in 2011 een gastrol in de serie Flikken Maastricht (seizoen 5). In 2011 speelde ze de rol van Halina Grafhart, de vrouw van Olaf Grafhart, in de televisieserie Raveleijn en in het theaterseizoen 2013/2014 speelde ze de rol van theaterdirectrice Christine le Roux in het toneelstuk Baantjer.
In 2011 was Van Reeden te zien als een van de kandidaten in Wie is de Mol?. Zij viel af in de vierde aflevering. Van Reeden is sinds 2011 ambassadeur van het Epilepsiefonds.

## Theater
- Terug naar de kust (2013)

## Trivia
- In 2021 was Van Reeden lijstduwer voor de Partij voor de Dieren. Voor de Tweede Kamerverkiezingen van 2021 stond zij op plek 40.